# Liste der Monuments historiques in Vesancy
Die Liste der Monuments historiques in Vesancy führt die Monuments historiques in der französischen Gemeinde Vesancy auf.

## Liste der Bauwerke
| Bezeichnung | Beschreibung                  | Standort | Kennzeichnung | Schutzstatus | Datum | Bild           |
| ----------- | ----------------------------- | -------- | ------------- | ------------ | ----- | -------------- |
| Schloss     | Erbaut ab dem 14. Jahrhundert | (Lage)   | PA01000043    | Inscrit      | 2016  | weitere Bilder |